# Christopher Washburn
Christopher Washburn (Milano, 5 gennaio 1990) è un pallanuotista italiano, difensore. Nella stagione 2010-2011, con la calottina della Pro Recco, ha conquistato il campionato italiano, la Coppa Italia e la Supercoppa LEN.